# Страхиња Мићовић
Страхиња Мићовић (Београд, 17. јун 1992) је српски кошаркаш. Игра на позицији крилног центра. 

## Успеси

### Клупски
- Игокеа:
  - Првенство БиХ (1): 2016/17.
  - Куп Босне и Херцеговине (1): 2017.

- Морнар Бар:
  - Првенство Црне Горе (1): 2017/18.